# Souboz
Souboz est une localité et une ancienne commune suisse du canton de Berne, située dans l'arrondissement administratif du Jura bernois.

## Histoire
De 1797 à 1815, Souboz a fait partie de la France, au sein du département du Mont-Terrible, puis, à partir de 1800, du département du Haut-Rhin, auquel le département du Mont-Terrible fut rattaché. Par décision du congrès de Vienne, le territoire de l’ancien évêché de Bâle fut attribué au canton de Berne, en 1815.
Le 16 mars 2014, les habitants de la commune acceptent à 57,5 % la fusion de leur commune avec les communes de Châtelat, Monible et Sornetan. La nouvelle commune, appelée Petit-Val, devient effective le 1er janvier 2015.